# Vyzakia
Vyzakia (em grego:  Βυζακιά) é uma vila localizada no distrito de Nicósia, Chipre. De acordo com o censo de 2011, sua população era de 384 habitantes.